# Gold Ship
Gold Ship (en japonais : ゴールドシップ), est un cheval de course japonais né le 6 mars 2009. Lauréat de six groupe 1, il fut élu meilleur 3 ans de l'année en 2012.

## Carrière de courses

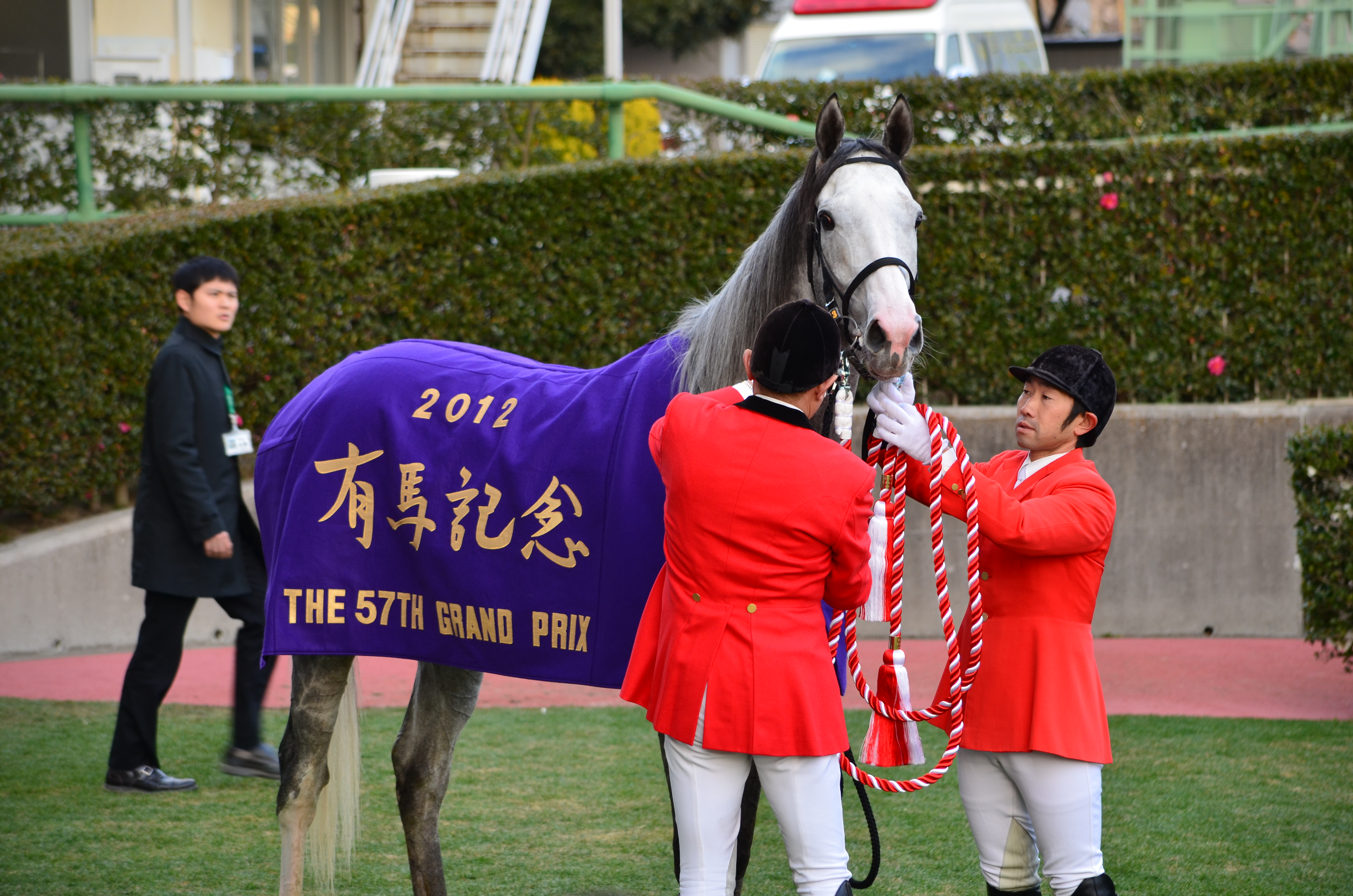
Après sa victoire dans l'Arima Kinen 2012

Gold Ship ouvre son palmarès dès sa première sortie à Hakodate dans une course pour inédits, puis enchaîne en septembre avec un succès de stakes qui lui ouvre la porte des courses de groupe. À ce niveau, il est battu à deux reprises, terminant deuxième de Grandezza dans les Sapporo Nisai Stakes puis de Adam's Peak dans les Hai Nisai Stakes. En 2012, Gold Ship franchit un cap. Vainqueur de son premier groupe pour sa rentrée dans le Tokinominoru Kinen, en février, il ne prend pas part aux préparatoires des classiques et s'aligne directement, deux mois plus tard, dans le Satsuki Shō, première manche de la Triple Couronne japonaise. Comptant parmi les favoris, il s'impose nettement et prend le pouvoir sur la génération des 3 ans. Mais il ne peut confirmer dans le Tokyo Yushun, terminant cinquième derrière des poulains qu'il avait pourtant devancé un mois et demi plus tôt. Après le break estival, il renoue avec la victoire dans le Kobe Shimbun Hai, une préparatoire au dernier volet du triptyque classique, le Kikuka Shō. Dans celui-ci, il démontre que sa défaite dans le Derby n'était pas une question de tenue puisqu'il rallie l'arrivée avec une longueur et demi d'avance sur le peloton. Il lui reste maintenant à affronter les chevaux d'âge, auxquels il donne rendez-vous dans l'Arima Kinen, fin décembre. Là encore, le poulain ne se laisse pas approcher et remporte sa cinquième victoire en six courses cette année-là. Cette saison presque parfaite lui vaut d'être sacré 3 ans de l'année, et un rating de 124, ce qui fait de lui le meilleur 3 ans au monde en 2012, à égalité avec l'Américain Bodemeister et l'Irlandais Camelot, une livre derrière un autre Américain, I'll Have Another. Mais le titre suprême de cheval de l'année lui échappe au profit de la championne Gentildonna, qui s'est approprié la Triple Tiare et qui, dans la Japan Cup, a battu d'un nez le champion Orfevre, qui avait quelques semaines plus tôt failli remporté le Prix de l'Arc de Triomphe.
En 2013, désormais âgé de 4 ans, Gold Ship rentre victorieusement dans le Hanshin Daishōten, mais échoue nettement dans le Tenno Sho de printemps, finissant cinquième de son contemporain Phenomeno. Il appelle de cette défaite deux mois plus tard dans le Takarazuka Kinen, où pour la première fois il affronte Gentildonna. Il la laisse à trois longueurs et demi, l'outsider Danon Ballad s'intercalant entre eux. À l'automne, il prend une nouvelle cinquième place, cette fois dans le Kyoto Daishōten. Malgré cette contre-performance, il fait partie des favoris de la Japan Cup, dans laquelle Gentildonna compte prendre sa revanche sur lui et réaliser le doublé dans ce grand rendez-vous international où les étrangers osent de moins en moins venir affronter les Japonais. Gentildonna réussit son pari, elle devient le premier cheval à inscrire son nom au palmarès de l'épreuve. Gold Ship, lui, sombre complètement et termine dans l'anonymat du peloton. En fin d'année, dans l'Arima Kinen, il ne peut qu'assister de loin, sous la monte de l'Anglais Ryan Moore, à l'impressionnante envolée de son proche parent Orfevre qui écrase l'opposition pour ses adieux à la compétition. 

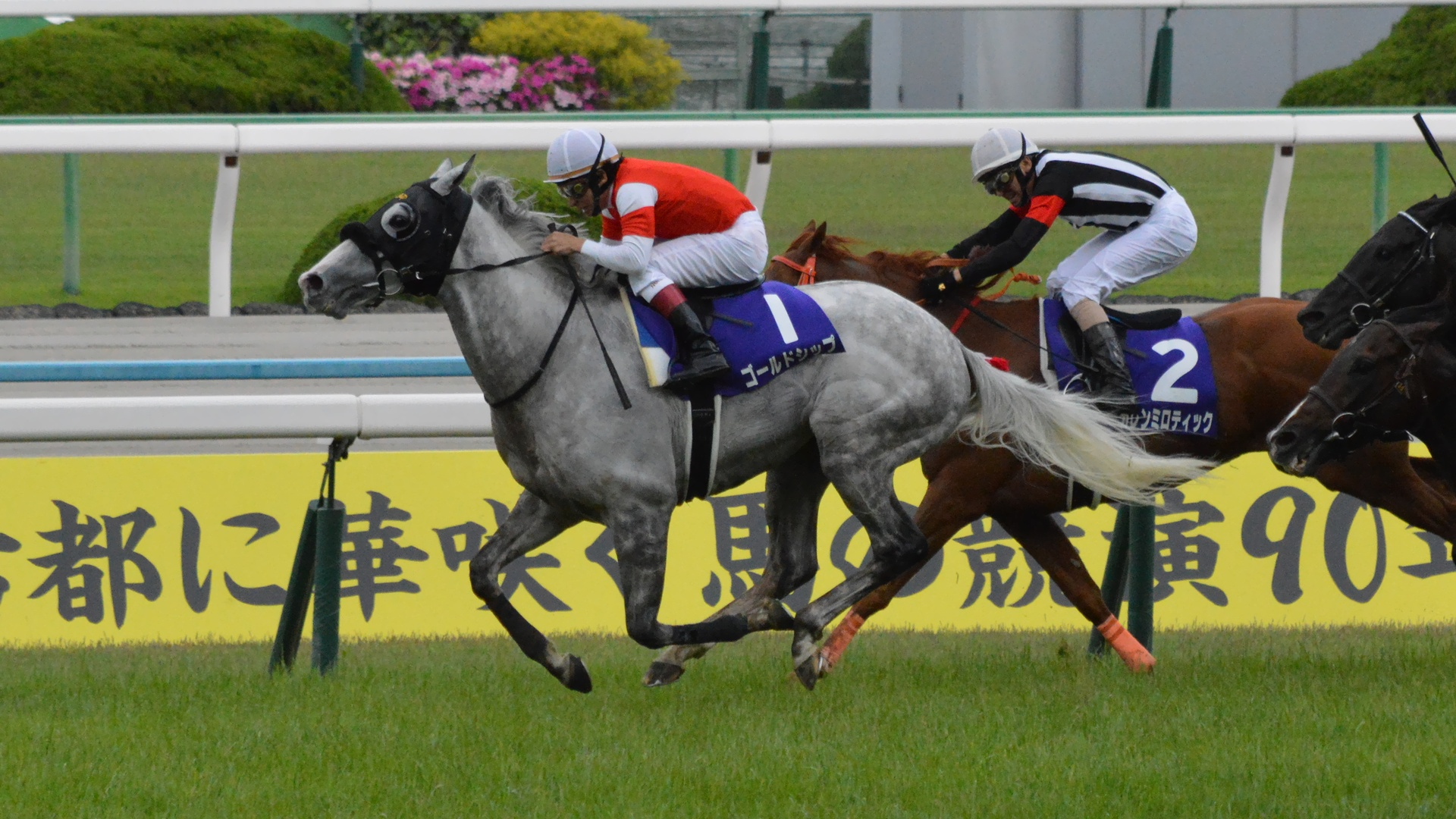
Victoire dans le Tenno Sho 2015

Resté à l'entraînement à 5 ans, Gold Ship a désormais un objectif grandiose : défendre les couleurs du Japon dans le Prix de l'Arc de Triomphe, la plus grande course du monde, où ses compatriotes se cassent les dents depuis des années. Il commence sa saison par un doublé dans le Hanshin Daishōten, avant un échec dans le Tenno Sho de printemps. En revanche, il réussit le doublé dans le Takarazuka Kinen, où Gentildonna est largement battue. Fin août, il se classe deuxième du Sapporo Kinen, défait par la pouliche classique Harp Star (Oka Sho, deuxième du Yushun Himba), elle aussi en partance pour Paris-Longchamp. Puis vient l'heure de partir pour la France. Gold Ship ne participe à aucune course préparatoire avant le grand rendez-vous d'octobre, à l'instar de ses deux compatriotes Harp Star et Just A Way, formidable vainqueur du Dubaï Duty Free en début de saison, qui lui vaudra le meilleur rating mondial de l'année (130). Ce contingent japonais semble redoutable sur le papier, d'autant que 5 000 supporters japonais ont fait le déplacement pour les encourager. Mais ils auront tous trois le désavantage de découvrir le parcours de Longchamp le jour J, qui plus est montés par des jockeys japonais tout aussi novice qu'eux. Monté à l'arrière-garde avec Harp Star, Gold Ship tente de venir tout en dehors mais ne peut soutenir son effort, et les trois Japonais assistent, de loin, à la victoire historique de la Française Trêve, qui réalise le premier doublé dans le Prix de l'Arc de Triomphe depuis Alleged en 1978. De retour au pays, Gold Ship achève sa saison par un nouveau podium dans l'Arima Kinen, théâtre des adieux victorieux de Gentildonna à la compétition. 

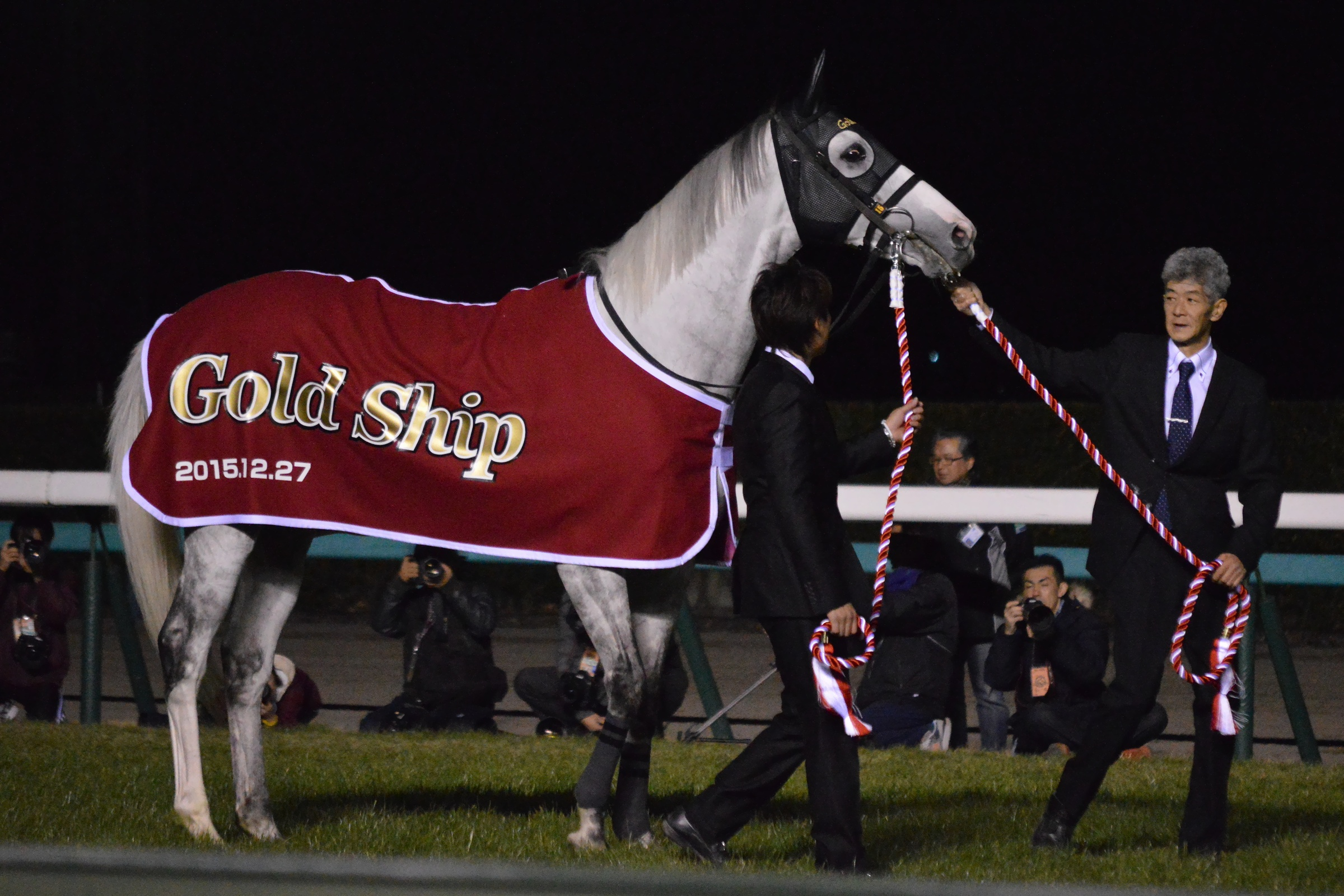
Gold Ship lors de sa cérémonie d'adieux

Gold Ship lui, n'en a pas fini avec les courses. Toujours vaillant à 6 ans, il reprend le chemin des hippodromes mais sa dernière saison est pour le moins erratique. Il alterne le bon et le mauvais, deux victoires et quatre larges défaites. Après une rentrée précoce, peut-être trop, dans un groupe 2 disputé fin janvier, il remporte pour la troisième année consécutive le Hanshin Daishōten, une performance unique. Puis semble à son meilleur lorsqu'il parvient enfin, à sa troisième tentative, à accrocher à son palmarès le Tenno Sho de printemps. Mais c'est le chant du cygne pour lui. Ses trois dernières courses sont de trop : il est complètement battu dans le Takarazuka Kinen, la Japan Cup et l'Arima Kinen. Le soir de cette dernière course, il a le droit à sa traditionnelle cérémonie d'adieux sur l'hippodrome de Nakayama, et se retire au haras. 

### Résumé de carrière
| Date         | Hippodrome  | Pays        | Course                    | Statut      | Distance    | Jockey             | Place       | Écart       | Vainqueur ou deuxième |
| 2011, 2 ans  | 2011, 2 ans | 2011, 2 ans | 2011, 2 ans               | 2011, 2 ans | 2011, 2 ans | 2011, 2 ans        | 2011, 2 ans | 2011, 2 ans | 2011, 2 ans           |
| ------------ | ----------- | ----------- | ------------------------- | ----------- | ----------- | ------------------ | ----------- | ----------- | --------------------- |
| 9 juillet    | Hakodate    | Japon       | Inédits                   |             | 1 800 m     | Shinichiro Akiyama | 1er / 10    | tête        | Cosmo Yucca           |
| 10 septembre | Sapporo     | Japon       | Cosmos Shō                |             | 1 800 m     | Shinichiro Akiyama | 1er / 8     |             | Nishinokachizukusi    |
| 1er octobre  | Sapporo     | Japon       | Sapporo Nisai Stakes      | Gr. 3       | 1 800 m     | Katsumi Ando       | 2e / 13     | 1/2         | Grandezza             |
| 24 décembre  | Hanshin     | Japon       | Hai Nisai Stakes          | Gr. 3       | 2 000 m     | Katsumi Ando       | 2e / 16     | 1 ½         | Adam's Peak           |
| 2012, 3 ans  |             |             |                           |             |             |                    |             |             |                       |
| 12 février   | Tokyo       | Japon       | Tokinominoru Kinen        | Gr. 3       | 1 800 m     | Hiroyuki Uchida    | 1er / 11    | 1 ¾         | Deep Brillante        |
| 15 avril     | Nakayama    | Japon       | Satsuki Shō               | Gr. 1       | 2 000 m     | Hiroyuki Uchida    | 1er / 18    | 2 ½         | World Ace             |
| 27 mai       | Tokyo       | Japon       | Tokyo Yushun              | Gr. 1       | 2 400 m     | Hiroyuki Uchida    | 5e / 18     | 1 ½         | Deep Brillante        |
| 23 septembre | Hanshin     | Japon       | Kobe Shimbun Hai          | Gr. 2       | 2 400 m     | Hiroyuki Uchida    | 1er / 15    | 2 ½         | Lord Acclaim          |
| 21 octobre   | Kyoto       | Japon       | Kikuka Shō                | Gr. 1       | 3 000 m     | Hiroyuki Uchida    | 1er / 18    | 1 ¾         | Sky Dignity           |
| 23 décembre  | Nakayama    | Japon       | Arima Kinen               | Gr. 1       | 2 500 m     | Hiroyuki Uchida    | 1er / 16    | 1 ½         | Ocean Blue            |
| 2013, 4 ans  |             |             |                           |             |             |                    |             |             |                       |
| 17 mars      | Hanshin     | Japon       | Hanshin Daishōten         | Gr. 2       | 3 000 m     | Hiroyuki Uchida    | 1er / 9     | 2           | Desperado             |
| 28 avril     | Kyoto       | Japon       | Tenno Sho (Printemps)     | Gr. 1       | 3 200 m     | Hiroyuki Uchida    | 5e / 18     | 5 ¼         | Phenomeno             |
| 23 juin      | Hanshin     | Japon       | Takarazuka Kinen          | Gr. 1       | 2 200 m     | Hiroyuki Uchida    | 1er / 11    | 3 ½         | Danon Ballad          |
| 6 octobre    | Kyoto       | Japon       | Kyoto Daishōten           | Gr. 2       | 2 400 m     | Hiroyuki Uchida    | 5e / 13     | 2 ½         | Hit The Target        |
| 24 novembre  | Tokyo       | Japon       | Japan Cup                 | Gr. 1       | 2 400 m     | Hiroyuki Uchida    | 15e / 17    | 8 ¼         | Gentildonna           |
| 22 décembre  | Nakayama    | Japon       | Arima Kinen               | Gr. 1       | 2 500 m     | Ryan Moore         | 3e / 16     | 9 ½         | Orfevre               |
| 2014, 5 ans  |             |             |                           |             |             |                    |             |             |                       |
| 23 mars      | Hanshin     | Japon       | Hanshin Daishōten         | Gr. 2       | 3 000 m     | Yasunori Iwata     | 1er / 9     | 3 ½         | Admire Rakti          |
| 4 mai        | Kyoto       | Japon       | Tenno Sho (Printemps)     | Gr. 1       | 3 200 m     | Craig Williams     | 7e / 18     | 3 ¼         | Phenomeno             |
| 29 juin      | Hanshin     | Japon       | Takarazuka Kinen          | Gr. 1       | 2 200 m     | Norihiro Yokoyama  | 1er / 12    | 3           | Curren Mirotic        |
| 24 août      | Sapporo     | Japon       | Sapporo Kinen             | Gr. 2       | 2 000 m     | Norihiro Yokoyama  | 2e / 14     | 3/4         | Harp Star             |
| 5 octobre    | Longchamp   | France      | Prix de l'Arc de Triomphe | Gr. 1       | 2 400 m     | Norihiro Yokoyama  | 14e / 20    | 7 ¾         | Trêve                 |
| 28 décembre  | Nakayama    | Japon       | Arima Kinen               | Gr. 1       | 2 500 m     | Yasunori Iwata     | 3e / 16     | 3/4         | Gentildonna           |
| 2015, 6 ans  |             |             |                           |             |             |                    |             |             |                       |
| 25 janvier   | Nakayama    | Japon       | American Jockey Club Cup  | Gr. 2       | 2 200 m     | Yasunori Iwata     | 7e / 17     | 3 ¼         | Courir Kaiser         |
| 22 mars      | Hanshin     | Japon       | Hanshin Daishōten         | Gr. 2       | 3 000 m     | Yasunori Iwata     | 1er / 10    | 1 ¼         | Denim and Ruby        |
| 3 mai        | Kyoto       | Japon       | Tenno Sho (Printemps)     | Gr. 1       | 3 200 m     | Norihiro Yokoyama  | 1er / 17    | encolure    | Fame Game             |
| 28 juin      | Hanshin     | Japon       | Takarazuka Kinen          | Gr. 1       | 2 200 m     | Norihiro Yokoyama  | 15e / 16    | 7 ¾         | Lovely Day            |
| 29 novembre  | Tokyo       | Japon       | Japan Cup                 | Gr. 1       | 2 400 m     | Norihiro Yokoyama  | 10e / 18    | 3           | Shonan Pandora        |
| 27 décembre  | Nakayama    | Japon       | Arima Kinen               | Gr. 1       | 2 500 m     | Hiroyuki Uchida    | 8e / 16     | 2 ½         | Gold Actor            |

## Au haras
En janvier 2016, Gold Ship prend ses quartiers d'étalon à Big Red Farm, sur l'île de Hokkaidō, la principale terre d'élevage japonaise. Il est proposé, pour sa première saison, à 2,5 millions de yens, soit environ 18 000 € à l'époque. En 2021, la pouliche Uberleben devient sa première lauréate de groupe 1, classique qui plus est puisqu'elle remporte le Yushun Himba. Il est également l'auteur de Meisho Tabaru, vainqueur du Takarazuka Kinen. 

## Origines
Gold Ship est issu d'un croisement qui a fait fortune : Stay Gold sur une fille du champion Mejiro McQueen. Gold Ship doit sa robe grise à ce dernier, qui a gagné sa place au Hall of Fame par ses performances en course, mais dont le seul titre de gloire au haras est d'avoir donné les mères de trois champions, tous par Stay Gold : Gold Ship, le Hall of Famer Orfevre et Dream Journey, qui a remporté les Asahi Hai Futurity Stakes, le Takarazuka Kinen et l'Arima Kinen.
Point Flag, la mère de Gold Ship, a montré de la qualité en piste puisqu'elle s'est adjugé le Tulip Sho, un groupe 3 préparatoire aux classiques, mais elle a échoué dans ses trois tentatives au niveau groupe 1. Au haras, elle a donné plusieurs vainqueurs mineurs. 

### Pedigree
| Origines de Gold Ship (JPN), mâle gris né en 2009 | Origines de Gold Ship (JPN), mâle gris né en 2009 | Origines de Gold Ship (JPN), mâle gris né en 2009 | Origines de Gold Ship (JPN), mâle gris né en 2009 |
| ------------------------------------------------- | ------------------------------------------------- | ------------------------------------------------- | ------------------------------------------------- |
| Père Stay Gold 1994                               | Sunday Silence 1986                               | Halo                                              | Hail To Reason                                    |
| Père Stay Gold 1994                               | Sunday Silence 1986                               | Halo                                              | Cosmah                                            |
| Père Stay Gold 1994                               | Sunday Silence 1986                               | Wishing Well                                      | Understanding                                     |
| Père Stay Gold 1994                               | Sunday Silence 1986                               | Wishing Well                                      | Mountain Flower                                   |
| Père Stay Gold 1994                               | Golden Sash 1988                                  | Dictus                                            | Sanctus                                           |
| Père Stay Gold 1994                               | Golden Sash 1988                                  | Dictus                                            | Doronic                                           |
| Père Stay Gold 1994                               | Golden Sash 1988                                  | Dyna Sash                                         | Northern Taste                                    |
| Père Stay Gold 1994                               | Golden Sash 1988                                  | Dyna Sash                                         | Royal Sash                                        |
| Mère Point Flag 1998                              | Mejiro McQueen 1987                               | Mejiro Titan                                      | Mejiro Asama                                      |
| Mère Point Flag 1998                              | Mejiro McQueen 1987                               | Mejiro Titan                                      | Cheryl                                            |
| Mère Point Flag 1998                              | Mejiro McQueen 1987                               | Mejiro Aurora                                     | Remand                                            |
| Mère Point Flag 1998                              | Mejiro McQueen 1987                               | Mejiro Aurora                                     | Mejiro Iris                                       |
| Mère Point Flag 1998                              | Pastoralism 1987                                  | Pluralisme                                        | The Minstrel                                      |
| Mère Point Flag 1998                              | Pastoralism 1987                                  | Pluralisme                                        | Cambretta                                         |
| Mère Point Flag 1998                              | Pastoralism 1987                                  | Tokuno Eighty                                     | Tribal Chief                                      |
| Mère Point Flag 1998                              | Pastoralism 1987                                  | Tokuno Eighty                                     | Iron Ruby (famille 16-h)                          |